# Pico Maria Pires
O Pico Maria Pires é uma elevação portuguesa de origem vulcânica localizada na freguesia açoriana de Santo Amaro, concelho de Velas, ilha de São Jorge, arquipélago dos Açores.
Este acidente geológico encontra-se geograficamente localizado próximo de Santo Amaro encontra-se intimamente relacionado com maciço montanhoso central da ilha de são Jorge do qual faz parte.
Esta formação geológica localizada a 663 metros de altitude acima do nível do mar apresenta escorrimento pluvial para a costa marítima e deve na sua formação geológica a um escorrimento lavico e piroclástico muito antigo.